# 樹大招風
《樹大招風》（英語：Trivisa）是2016年香港犯罪片，許學文、歐文傑、黃偉傑執導，杜琪峯、游乃海監製，黃偉亮和易天雄任動作指導，林家棟、任賢齊、陳小春領銜主演。此片改編自季炳雄、葉繼歡和張子強的真實犯罪案件。
影片在第66屆柏林國際影展論壇單元全球首映，本片與《火锅英雄》是第40屆香港國際電影節的開幕影片。2016年4月7日在香港上映。香港票房共累積924萬元港幣。獲得香港電影評論學會大獎最佳电影、香港電影導演會年度大獎最佳电影，以及第36届香港电影金像奖最佳电影、最佳导演、最佳编剧、最佳男主角和最佳剪接五项大奖。
三位导演之一的歐文傑也是执导2015年香港電影金像奖最佳影片《十年》的导演之一，而内容涉及内地官员贪污的《树大招风》也成为中国禁片。
全劇的三位男主角除最後一幕在酒樓同場之外其餘時間均未同場，而本片的三位導演亦各自負責執導各主角的故事線。
本片亦是演員岳華生前的最後一部在幕前演出的作品。

## 劇情
故事背景是1997年主權移交在即的香港，講述當時三大賊王的犯罪經歷，反映在轉變之中，三人心緒如何遭受衝擊。
季正雄（林家棟飾）身懷鎗械，接受盤查時槍擊了三名警察逃去，因此放棄了原來姓名，改以多個身份行事。在廣州找來兩名新黨羽，囑他倆到香港會合。回港後，找上從前的手足大輝（姜皓文飾），見他已娶妻育女，借其家中暫住。原來季正雄正準備打劫大輝居處附近的一家珠寶行。
葉國歡（任賢齊飾）在香港打劫後，逼銷贓佬（黃光亮飾）接下燙手的黄金，雙方從此各走各路。因為自覺打劫之路難以繼續，遂帶着手下逃往廣州改名换姓，成立一家公司從事走私家庭電器生意，並通過方老闆（林雪飾）拉關係，收買當地不同官員，以便走私。
卓子強（陳小春飾）為人膽大囂張，以綁架大富翁何裕基（岳華飾）來勒索鉅額贖金，身家由此豐厚。此時江湖盛傳季、葉、卓三人合謀要幹一場大案，此謠言惹得卓子強心癢難搔，不惜設下懸賞和報訊熱線，真的要尋找季正雄和葉國歡，去辦一場驚天罪案。
季正雄已準備好要打劫珠寶行，但眼見馬會博彩之豐，氣餒下行動竟然半途而廢，事後更親手幹掉兩名新同夥；葉國歡的走私生意也毫不順利，受盡大陆官員諸般敲詐屈辱。當季、葉两人打聽到卓子強正在尋找自己的消息後，都決定冒險與卓聯手在香港大幹一場。

## 外文片名
《樹大招風》的外文片名Trivisa，即是梵文「triviṣa」，中文稱為「三毒」，即佛家所說貪、嗔、癡三種煩惱。

## 演員表
各部份按照出場次序排名。
| 演員               | 角色                                       | 簡介 |
| 主角               |                                            | |
| 任賢齊             | 葉國歡                                     | 改編自葉繼歡，香港頭號通緝犯。因為難以繼續打劫生涯，遂率手下到廣州轉營家庭電器走私，化名為「張大寶」。到香港後在香港街頭與金及忠被軍裝警察盤查他們夜間吵鬧擾人之事，三人更被其中一軍裝警察嘲笑為「大陸喱」。葉國歡之後槍斃該兩警察，更與其他警察駁火，故事最後葉被香港警方槍傷。 |
| 林家棟             | 季正雄                                     | 改編自季炳雄，行事隱秘。在槍殺盤查他的警員後，用多個身份行事，化名「潮哥」之名尋找兩名搶劫黨羽。故事最後在已經人去樓空的大輝家中被香港警察特別任務連重兵包圍。 |
| 陳小春             | 卓子強                                     | 改編自張子強，因為多番綁架香港的大富翁而獲得大量財富，人稱「卓老闆」。受江湖謠言觸動，一心要找上季正雄和葉國歡，合作幹一場驚天大案。故事最後被中國武警拘捕。 |
| 「季正雄」週邊人物 |                                            | |
| 杜燕歌             | 連長                                       | 替季正雄物色犯罪黨羽。 |
| 張凱               | 紅旗                                       | 由連長為季正雄安排的犯罪黨羽。 |
| 樂子龍             | 王磊                                       | 由連長為季正雄安排的犯罪黨羽。 |
| 姜皓文             | 大輝                                       | 季正雄好友，昔日在黑幫跟隨季，稱季為「可樂哥」，目擊者之一。 |
| Thimjapo Chattida  | Noon                                       | 大輝妻子，泰國人。 |
| 馬幸葵             | 寶兒                                       | 大輝與Noon的女兒。 |
| 劉家勇             | 師傅細                                     | 販賣黑市鎗械。季正雄買鎗時，由其口中得知卓子強正在尋找自己。 |
| 「葉國歡」週邊人物 |                                            | |
| 金來群             | 金                                         | 葉國歡手下，跟隨葉轉營走私家電。安於走私之路。後被番禺海關拘捕再獲釋。 |
| 黃凱森             | 忠                                         | 葉國歡手下，性格暴躁，跟隨葉轉營走私家電。不堪常要為生意應酬而看官員嘴臉。 |
| 黃光亮             | 銷贓佬                                     | 不滿葉國歡逼他接下難以轉售的賊贓，從此斷絕來往。 |
| 黃華和；蔡昱配音   | 船家                                       | 接載葉國歡偷渡港中兩地的船家。收風後告訢葉，卓子強正在尋找他。 |
| 林雪               | 方老闆                                     | 走私生意「易發」的老闆。助葉國歡創立走私生意，替葉聯絡不同部門要員，安排賄賂疏通。 |
| 袁富華             | 陳科                                       | 工商局科長。 |
| 顏子菲             | 陳科情婦                                   | 替陳科接收賄款。 |
| 羅志星             | 貴                                         | 受僱於葉國歡的走私店鋪。後被番禺海關拘捕再獲釋。後來在放回被扣押的貨物運輸途中奪去該批貨物，之後被公安逮捕及被葉國歡等人痛毆一頓作報復。 |
| 何家鏵             | 廣                                         | 受僱於葉國歡的走私店鋪。後被番禺海關拘捕再獲釋。後來在放回被扣押的貨物運輸途中奪去該批貨物，之後被公安逮捕及被葉國歡等人痛毆一頓作報復。 |
| 許秉珩             | 龍科                                       | 海關科長。 |
| 李英濤             | 宋局                                       | 公安局局長。 |
| 「卓子強」週邊人物 |                                            | |
| 梁健平             | 霍經理                                     | 何裕基下屬。 |
| 岳華               | 何裕基                                     | 大富翁。兒子被卓子強綁架，被勒索鉅額贖金。 |
| 歐錦棠             | 胡警官                                     | 負責調查及緊跟卓子強的警探，被卓稱為「烏SirSir」。 |
| 尹揚明             | 老狗                                       | 卓子強副手。 |
| 趙志誠             | 秃鷹                                       | 卓子強手下。 |
| 李文標             | 速龍                                       | 卓子強手下，飛車能手。 |
| 吳志雄             | 鼎爺                                       | 向卓子強索取一百萬，作為引見昆西的報酬。 |
| 熊欣欣；陳欽配音   | 昆西                                       | 葉國歡從前的大佬。私藏大量軍火。邀卓子強到海陸豐會面。 |
| 其他演員           |                                            | |
| 姜錦珊             | 女便衣警察                                 | 在街上要求檢查季正雄身份證及隨身物品。 |
| 姜錦駒             | 男便衣警察甲                               | 在街上要求檢查季正雄身份證及隨身物品。 |
| 黃煒溏             | 男便衣警察乙                               | 在街上要求檢查季正雄身份證及隨身物品。 |
| 羅展凰             | 新聞報導員                                 | 在電視上報道葉國歡連環洗劫五間金鋪的新聞。 |
| 林美宏             | 侍應小妹                                   | 風滿樓女侍應。 |
| 余達志             | 鄭建權                                     | 被卓子強綁架的大富翁。 |
| 楊宇飛             | 廣州海關關員                               | 處理季正雄入境廣州程序的關員。 |
| 胡斌慧             | 龍科下屬                                   | 海關接待處職員。 |
| 林家誠             | 中國海關關員                               | 放回被扣押的人和貨物的關員。 |
| 伍國明             | 在客貨車上向卓子強報料葉、季兩人行蹤的人士 | 灰白髮、灰黑鬍鬚的男子。 |
| 張淨思             | 在客貨車上向卓子強報料葉、季兩人行蹤的人士 | 髮長及肩的女子。 |
| 周樸夫             | 在客貨車上向卓子強報料葉、季兩人行蹤的人士 | 短白頭髮鬍子的男子。曾經和季正雄合作一次。 |
| 黃志廣             | 在客貨車上向卓子強報料葉、季兩人行蹤的人士 | 幫助葉國歡在海陸豐興建祖屋。 |
| 殷藝滔             | 在客貨車上向卓子強報料葉、季兩人行蹤的人士 | 葉國歡打劫時在場。 |
| 何家輝             | 在客貨車上向卓子強報料葉、季兩人行蹤的人士 | 羨慕卓子強。 |
| 李慧玲             | 在客貨車上向卓子強報料葉、季兩人行蹤的人士 | 葉國歡曾經惠顧的女子。 |
| 王嘉齡             | 在客貨車上向卓子強報料葉、季兩人行蹤的人士 | |
| 張北湖             | 在客貨車上向卓子強報料葉、季兩人行蹤的人士 | |
| 何文江（聲音演出） | 馬評人                                     | 馬會賽事直播中的馬評人。 |
| 賴焯文             | 軍裝警察                                   | 盤查葉國歡等人夜間吵鬧擾人之事，嘲笑三人為「大陸喱」。之後被葉國歡槍斃。 |
| 郭玉強             | 軍裝警察                                   | 盤查葉國歡等人夜間吵鬧擾人之事，之後被葉國歡槍斃。 |

## 電影音樂
- 配樂：陳樂中
- 《讓一切隨風》（片尾曲）[9]

作曲：大野克夫
填詞：黃霑
編曲：陳樂中
翻唱：高少華
原唱：鍾鎮濤
- 《怎麼捨得你》

作曲：黃國倫
填詞：潘源良
翻唱：陳小春
原唱：張學友

## 偽製紙幣事件
道具領班張偉全被裁定保管偽製紙幣事件，兩個道具領班因管有22.3萬張拍戲時用的道具銀紙，兩人在2018年5月31日各被法官張潔宜裁定一項保管共約11,600張偽製紙幣罪成，判監4個月緩刑兩年。《樹大招風》導演許學文對判決感到「很失望」。香港電影工作者總會發表聲明︰「對於此事，全港業界並不止於遺憾與沮喪，更是感到極度憤怒及寒心！」
最終張偉全向香港高等法院提出上訴，法官於2018年10月15日頒下判詞，裁定涉案道具鈔票確屬於偽鈔，惟由於控方未能肯定張偉全知道或相信涉案道具鈔票屬於偽鈔，故裁定上訴得直。

## 發行

### 票房
2016年4月7日香港上映，公映累積924萬港元。

## 奬項
| 年度   | 颁奖典礼                     | 奖项             | 姓名                     | 结果 |
| ------ | ---------------------------- | ---------------- | ------------------------ | ---- |
| 2016年 | 第53屆金馬獎                 | 最佳劇情片       | 《樹大招風》             | 提名 |
| 2016年 | 第53屆金馬獎                 | 最佳新導演       | 許學文、歐文傑、黃偉傑   | 提名 |
| 2016年 | 第53屆金馬獎                 | 最佳原著劇本     | 龍文康、伍奇偉、麥天樞   | 獲獎 |
| 2016年 | 第53屆金馬獎                 | 最佳造型設計     | 葉淑華                   | 提名 |
| 2016年 | 第53屆金馬獎                 | 最佳剪輯         | 梁展綸、David Richardson | 獲獎 |
| 2017年 | 第23屆香港電影評論學會大獎   | 最佳電影         | 《樹大招風》             | 獲獎 |
| 2017年 | 第23屆香港電影評論學會大獎   | 最佳導演         | 許學文、歐文傑、黃偉傑   | 提名 |
| 2017年 | 第23屆香港電影評論學會大獎   | 最佳編劇         | 龍文康、伍奇偉、麥天樞   | 提名 |
| 2017年 | 第23屆香港電影評論學會大獎   | 最佳男演員       | 林家棟                   | 獲獎 |
| 2017年 | 第23屆香港電影評論學會大獎   | 最佳男演員       | 姜皓文                   | 提名 |
| 2017年 | 第11屆香港電影導演會年度大獎 | 最佳電影         | 《樹大招風》             | 獲獎 |
| 2017年 | 第11屆香港電影導演會年度大獎 | 最佳男主角       | 林家棟                   | 獲獎 |
| 2017年 | 青年電影手冊                 | 2016年度十佳影片 | 《樹大招風》             | 獲獎 |
| 2017年 | 第11屆亞洲電影大獎           | 最佳男主角       | 任賢齊                   | 提名 |
| 2017年 | 第11屆亞洲電影大獎           | 最佳男配角       | 林雪                     | 獲獎 |
| 2017年 | 第11屆亞洲電影大獎           | 最佳編劇         | 龍文康、伍奇偉、麥天樞   | 提名 |
| 2017年 | 第36屆香港電影金像獎         | 最佳電影         | 《樹大招風》             | 獲獎 |
| 2017年 | 第36屆香港電影金像獎         | 最佳導演         | 許學文、歐文傑、黃偉傑   | 獲獎 |
| 2017年 | 第36屆香港電影金像獎         | 最佳編劇         | 龍文康、伍奇偉、麥天樞   | 獲獎 |
| 2017年 | 第36屆香港電影金像獎         | 最佳男主角       | 林家棟                   | 獲獎 |
| 2017年 | 第36屆香港電影金像獎         | 最佳男主角       | 任賢齊                   | 提名 |
| 2017年 | 第36屆香港電影金像獎         | 最佳男配角       | 姜皓文                   | 提名 |
| 2017年 | 第36屆香港電影金像獎         | 最佳剪接         | 梁展綸、David Richardson | 獲獎 |

## 外部連結
- 香港影庫上《樹大招風》的資料（繁體中文）
- 開眼電影網上《樹大招風》的資料（繁體中文）
- 时光网上《樹大招風》的資料（简体中文）
- 豆瓣电影上《樹大招風》的資料 （简体中文）
- 互联网电影数据库（IMDb）上《樹大招風》的资料（英文）

| 新加坡 新传媒8频道 周六影院 晚上10点30分 首播 |
| --------------------------------------------- |
| 树大招风 2020.05.30                           |